# Ornithoschema queenslandense
Ornithoschema queenslandense är en tvåvingeart som beskrevs av Permkam och Albany Hancock 1995. Ornithoschema queenslandense ingår i släktet Ornithoschema och familjen borrflugor. Inga underarter finns listade i Catalogue of Life.